# Peralvillo
Peralvillo ou Esperalvillo, é um município da República Dominicana pertencente à província de Monte Plata. Sua população estimada em 2012 era de 20 048 habitantes.